# Нікорник чорноголовий
Ніко́рник чорноголовий (Apalis melanocephala) — вид горобцеподібних птахів родини тамікових (Cisticolidae). Мешкає в Східній Африці.

## Підвиди
Виділяють дев'ять підвидів:
- A. m. nigrodorsalis Granvik, 1923 — центральна Кенія;
- A. m. moschi Van Someren, 1931 — південно-східна Кенія, східна Танзанія;
- A. m. muhuluensis Grant, CHB & Mackworth-Praed, 1947 — південно-східна Танзанія;
- A. m. melanocephala (Fischer, GA & Reichenow, 1884) — східне узбережжя Африки від південного Сомалі до північно-східної частини Танзанії;
- A. m. lightoni Roberts, 1938 — Східне Зімбабве, Центральний Мозамбік;
- A. m. fuliginosa Vincent, 1933 — південь Малаві;
- A. m. tenebricosa Vincent, 1933 — північ Мозамбіку;
- A. m. adjacens Clancey, 1969 — нагір'я східної частини Малаві;
- A. m. addenda Clancey, 1968 — південь Мозамбіку.

## Поширення і екологія
Чорноголові нікорники поширені в Сомалі, Кенії, Танзанії, Малаві, Мозамбіку та в Зімбабве. Вони живуть у вологих рівнинних і гірських тропічних лісах, у сухих лісах і чагарникових заростях.